# Maurice S. Campbell
Pour les articles homonymes, voir Campbell.
Maurice S. Campbell (né le 7 octobre 1869 ou 1870 à Philadelphie, Pennsylvanie et mort le 16 octobre 1942) est un journaliste américain, producteur à Broadway, officier de l'armée, réalisateur de films muets, et administrateur fédéral durant la prohibition.

## Biographie
Maurice Campbell est diplômé de l'Université de New York en 1889 avec un diplôme de médecine vétérinaire, mais plutôt que de se lancer dans ce métier il travaille en tant que journaliste pour le New York Herald.
En 1896 il se marie avec l'actrice Henrietta Crosman avec qui il a un fils, et se lance dans le show business. Il devient agent, scénariste, réalisateur et producteur à Broadway.
Après la Première Guerre mondiale il devient réalisateur dans l'industrie naissante du cinéma muet. Il travaille essentiellement pour Realart Pictures Corporation, une unité de production associée avec les studios Famous Players-Lasky studios d'Adolph Zukor et distribués par Paramount Pictures.
En 1926, en tant que fervent promoteur de la prohibition, il devient superviseur pour la région des Grands Lacs et la ville de New York pour l'agence fédérale chargée de faire appliquer la loi,.

## Filmographie

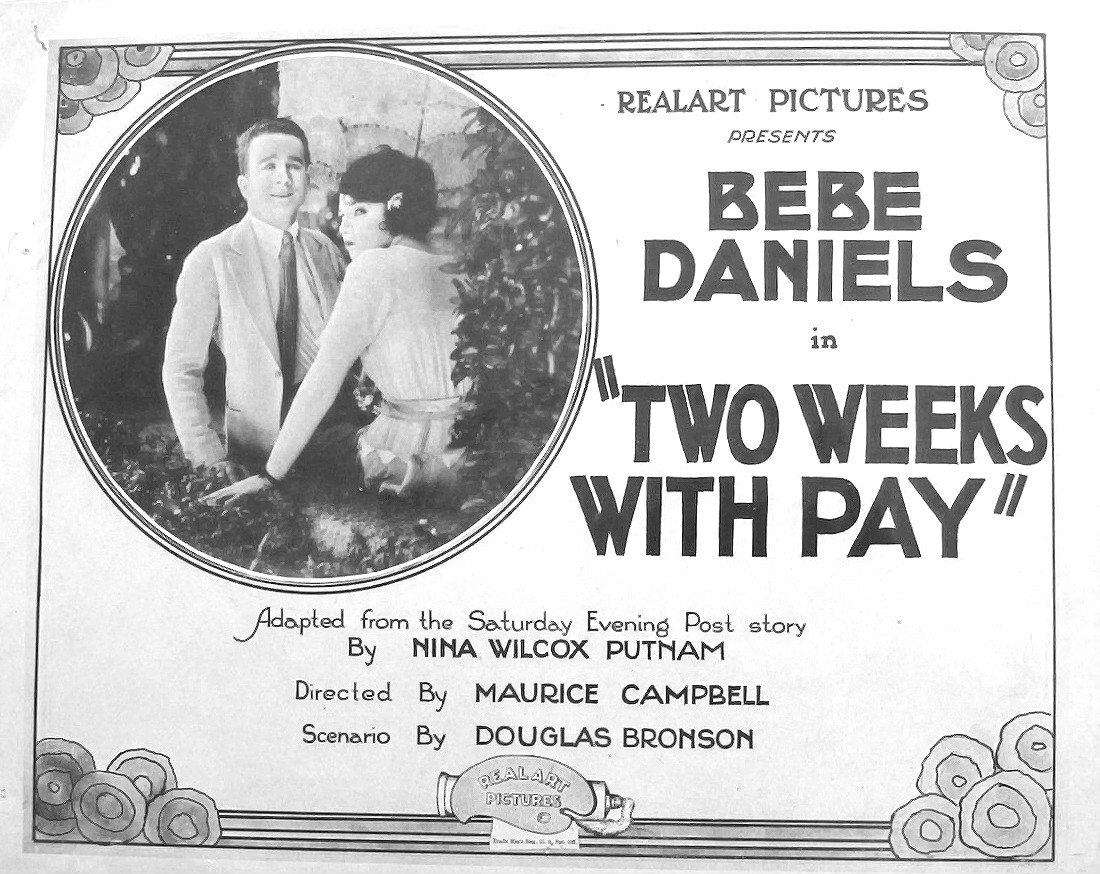
Villégiature gratuite (Two Weeks with Pay)

- 1920 : Oh, Lady, Lady avec Bebe Daniels
- 1920 : An Amateur Devil (en)
- 1920 : Burglar Proof (en)
- 1920 : She Couldn't Help It  avec Bebe Daniels
- 1921 : The Speed Girl  avec Bebe Daniels
- 1921 : Villégiature gratuite (Two Weeks with Pay) avec Bebe Daniels et Jack Mulhall
- 1921 : First Love (en)
- 1921 : The March Hare (en)
- 1921 : Ducks and Drakes (en)
- 1921 : One Wild Week (en)
- 1922 : Through a Glass Window (en)
- 1922 : Midnight (en)
- 1923 : The Exciters (en)
- 1925 : Wandering Fires (en)